# عبدالرضا مصری
عبدالرضا مصری (زادۀ ۱۳۳۵ در کرمانشاه) سیاستمدار ایرانی است که هم‌اکنون در دوره دوازدهم مجلس شورای اسلامی به‌عنوان نماینده حوزه انتخابیه کرمانشاه فعالیت می‌کند. 
وی از خرداد ۱۴۰٢ تا خرداد ۱۴۰۳ نایب‌رئیس اول دوره یازدهم مجلس شورای اسلامیو پیش‌تر در سال دوم و سوم دوره یازدهم مجلس و سال آخر دوره دهم مجلس شورای اسلامی نیز نایب‌رئیس دوم بوده‌است. او در ادوار هفتم، نهم، دهم و یازدهم مجلس شورای اسلامی نیز به‌عنوان نماینده حوزه انتخابیه کرمانشاه در مجلس حضور داشت.
مصری دانش‌آموخته دکترای زمین‌شناسی از دانشگاه تربیت معلم تهران است و در دولت نهم، در فاصله سال‌های ۱۳۸۵ تا ۱۳۸۸ وزیر رفاه و تأمین اجتماعی بود و از ۱۳۸۸ تا ۱۳۹۱ نیز به عنوان سفیر ایران در ونزوئلا فعالیت می‌کرد. وی عضو شورای هفت نفره اصولگرایان برای مجلس دهم بود.

## وزارت رفاه و تأمین اجتماعی
یکی از اهداف تأسیس وزارت رفاه و تأمین اجتماعی یک‌پارچه کردن امور حمایتی و خدماتی که توسط ده‌ها سازمان مختلف به صورت موازی و غیر منظم در کشور انجام می‌شد بوده‌است، گرچه مجلس ششم و دولت خاتمی موفق به ادغام کمیته امداد امام خمینی، در وزارت رفاه به دلیل مخالفت شورای نگهبان نشدند. با انتصاب مصری (بعنوان یکی از مدیران فعال در کمیته امداد) به سمت وزیر رفاه و تأمین اجتماعی، در دولت نهم، اختیارات و بودجه کمیته امداد در برابر سازمان بهزیستی افزایش یافت، تا جاییکه با پیشنهاد مصری و تصویب مجلس هفتم امور حمایتی سازمان بهزیستی به کمیته امداد واگذار گردید. بدین ترتیب سازمان بهزیستی ۴۰٪ از فعالیت‌های خود را از دست داد. عملکرد وی موجب استعفای برخی از مدیران وزات رفاه و تأمین اجتماعی و سازمان بهزیستی گردید. او همچنین روزنامه خورشید را در وزارت رفاه منتشر نمود. 

## سفیر ایران در ونزوئلا
عبدالرضا مصری پس از پایان کار دولت نهم و معرفی صادق محصولی به عنوان وزارت رفاه و تأمین اجتماعی دولت دهم، سفیر ایران در ونزوئلا شد.

## مجلس نهم
در انتخابات مجلس نهم، مصری با کسب بیش از یکصد هزار رای، به عنوان نفر اول از حوزه انتخابیه کرمانشاه انتخاب شد و به مجلس نهم راه یافت.

## مجلس دهم
عبدالرضا مصری در انتخابات مجلس دهم که در هفتم اسفند ماه ۱۳۹۴ برگزار شد، در لیست ائتلاف بزرگ اصولگرایان قرار گرفت و با کسب ۱۴۳٬۹۲۸ رای، به عنوان نفر اول از حوزه انتخابیه کرمانشاه، به مجلس دهم راه یافت.

## مجلس یازدهم
عبدالرضا مصری در انتخابات مجلس یازدهم از حوزۀ انتخابیۀ کرمانشاه به مجلس شورای اسلامی راه یافت.

## مجلس دوازدهم
عبدالرضا مصری در انتخابات مجلس دوازدهم که در ۱۱ اسفند ۱۴۰۲ برگزار شد نتوانست وارد مجلس شود، اما با کسب ۴۷ هزار و ۶۷۱ رأی توانست به دور دوم راه یافته و در انتخاباتی که در ۲۱ اردیبهشت ۱۴۰۳ برگزار شد، در رقابت با سه کاندیدای دیگر با کسب آرای ۷۳ هزار و ۸۹۴ به عنوان یکی از سه کاندیدای حوزۀ انتخابیۀ شهرستان کرمانشاه وارد مجلس شد.